# Lavinia (geslacht)
Lavinia is een geslacht van vlinders van de familie tandvlinders (Notodontidae), uit de onderfamilie Notodontinae.

## Soorten
- L. lavinia (Fawcett, 1916)